# Allium sharsmithiae
Allium sharsmithiae là một loài thực vật có hoa trong họ Amaryllidaceae. Loài này được (Ownbey & Aase) McNeal mô tả khoa học đầu tiên năm 1992.